# 8083 Mayeda
8083 Mayeda eller 1988 VB är en asteroid i huvudbältet som upptäcktes den 1 november 1988 av den japanska astronomen Tsutomu Seki vid Geisei-observatoriet. Den är uppkallad efter den japanska amatörastronomen Shizuo Mayeda.
Asteroiden har en diameter på ungefär 12 kilometer och den tillhör asteroidgruppen Dora.